# Tricholoma sejunctum
Tricholoma sejunctum (James Sowerby, 1799 ex Lucien Quélet, 1872)  din încrengătura Basidiomycota, în familia Tricholomataceae și de genul Tricholoma, este o specie de ciuperci necomestibile care coabitează, fiind un simbiont micoriza, formând prin urmare micorize pe rădăcinile arborilor. O denumire populară nu este cunoscută. Acest burete nu prea răspândit se dezvoltă în România, Basarabia și Bucovina de Nord de la deal la munte, pe sol mai bogat calcaros sau argilos, în grupuri mai mici, adesea dense, rar izolat, în păduri ierboase și umede de foioase și mixte sub fagi, mesteceni și stejari. Timpul apariției este din (iulie) august până în noiembrie.

## Taxonomie

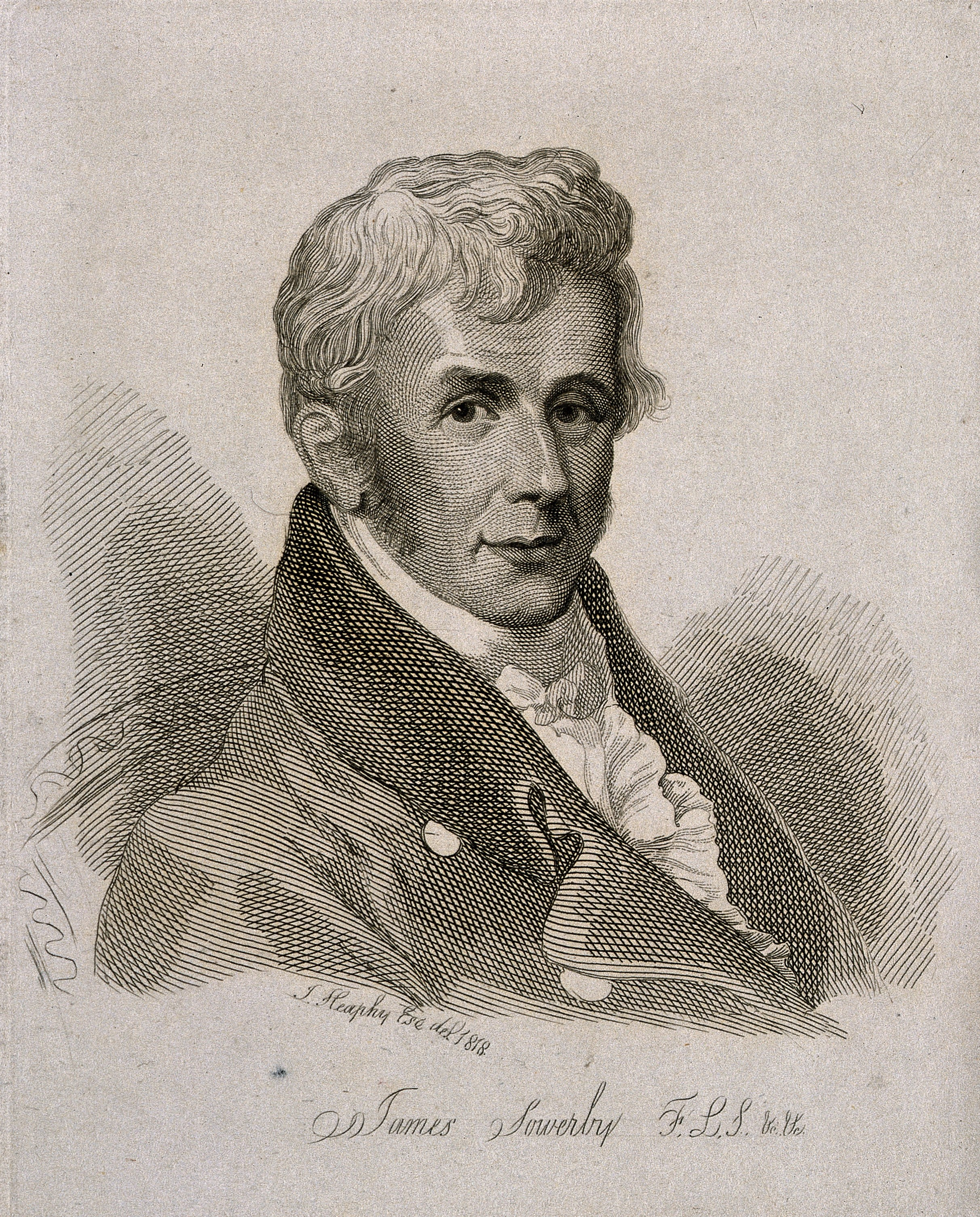
James Sowerby

Numele binomial a fost determinat de savantul englez James Sowerby drept Agaricus sejunctus în volumul 2 al operei sale Coloured Figures of English Fungi or Mushrooms din 1799 și transferat corect la genul Tricholoma sub păstrarea epitetului prin cunoscutul micolog francez Lucien Quélet, de verificat în volumul 5 al Mémoires de la Société d'Émulation de Montbéliard din 1872, fiind numele curent valabil (2020).
În 1838, renumitul Elias Magnus Fries a descris specia ca Agaricus coryphaeus, transferată, în 1874, de micologul francez Claude Casimir Gillet sub schimbul epitetului în corypheum la genul Tricholoma. Acest taxon a fost folosit câteodată în trecut (de exemplu la Giacomo Bresadola), dar a fost a hotărât doar sinonim, fiind o denumire mai nouă pentru o specie deja descrisă. 
Toate celelalte încercări de redenumire sunt valabile sinonim, dar, fiind nefolosite, sunt neglijabile.
Au fost descrise diverse varietății ale acestei ciuperci (vezi și infocaseta), dar demarcația de către taxonii învecinați încă nu a fost clarificată în mare parte. În general, este o specie extrem de plastică.
Numele generic este derivat din cuvintele de limba greacă veche (greacă veche τριχο=păr) și (greacă veche λῶμα=margine, tiv de ex. unei rochii), iar epitetul din cel latin (latină seiunctim=despărțit, izolat, separat, datorită deosebirii evidente între culoarea pălăriei și cea a piciorului.

## Descriere

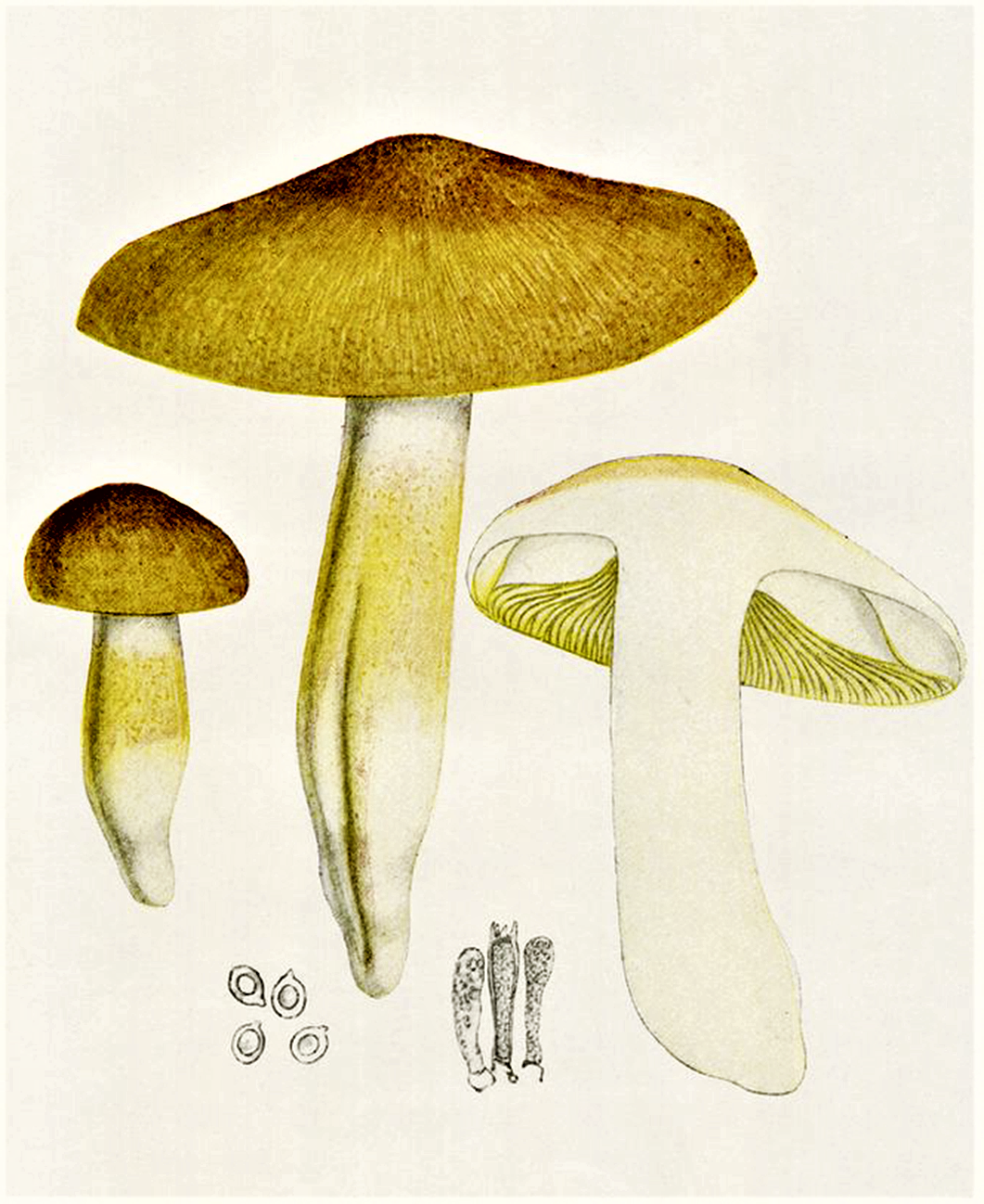
Bres.: Tricholoma corypheum

- Pălăria: are un diametru de 6-12 (16) cm, este cărnoasă, la început conică în formă de clopot cu marginea răsfrântă în jos, devenind la maturitate din ce în ce mai plată până întins convexă, ondulată și cocoșată, ce arată în vârstă rupturi verticale. Cuticula radial-fibroasă și fin solzoasă, în centru slab reticulată, este lucioasă, umedă, lipicioasă, la umezeală unsuroasă, sau chiar vâscoasă. Se poate îndepărta de pălărie. Coloritul variabil poate fi galben-verzui, arămiu până închis măsliniu cu caneluri încarnate de un brun închis, la bătrânețe în centru aproape negricios.
- Lamelele: sunt subțiri, îndesate, cu lameluțe intercalate, inițial arcuite, apoi aderate bombat la picior (numit: șanț de castel). Muchiile sunt pentru mult timp netede, devenind la bătrânețe ușor dințate și rupte. Coloritul, este alb, uneori cu nuanțe gălbuie spre margine.
- Piciorul: neted are o înălțime 6-9 (12)cm și o lățime de 1-2,5 cm, este solid, rigid, cilindric, spre bază clavat fusiform, mereu plin pe dinăuntru și fără o zonă inelară. Coloritul suprafeței este albă, adiată uneori slab verzui, la bătrânețe nu rar bej sau bej-roz.
- Carnea: cărnoasă, albicioasă sub cuticulă gălbuie până slab verzuie, ce nu se decolorează în urma unei tăieri, are un miros făinos sau de castravete precum un gust în primul moment blând, care însă devine repede amărui până destul de amar. Amărăciunea crește cu avansarea în vârstă a buretelui.[3][4]
- Caracteristici microscopice: prezintă spori ovoidali până sub-globuloși, gutulați în vârf, netezi hialini (translucizi), neamilozi (nu se decolorează cu reactivi de iod) și o picătură uleioasă mare în centru, având o mărime de 5-6 (8)- x 4-5,5 microni. Pulberea lor este albă. Basidiile clavate cu 4 sterigme fiecare, măsoară 30-35 x 6-7 microni. Cistidele (elemente sterile situate în stratul himenal sau printre celulele din pielița pălăriei și a piciorului, probabil cu rol de excreție) lipsesc în himeniu.[13] Muchiile fertile ale lamelelor poartă cheilocistide (elemente sterile situate pe muchia lamelor) mai multe sau mai puține, formate neregulat și cu pereți subțiri. Cuticula cu o grosime de până la 200μm constă din hife septate, hialine, fin încrustate, celulele terminale cilindrice cu pereți subțiri măsurând 20-65 × 1,5-4,5 microni. Sub-cuticula de 20-65 x 2,5-7,5 microni bine dezvoltată este formată din elemente cilindrice, ușor umflate cu pereți încrustați. Coaja piciorului este alcătuită din hife cilindrice, orizontale, cu pereți hialini sau slab încrustați. Spre vârful tijei se găsesc și caulocistide (cistide situate la suprafața piciorului) sterile și cilindrice de 20-65 x 2,0-6,5 microni. Fibule lipsesc.[14]
- Reacții chimice: nu sunt cunoscute.[15]

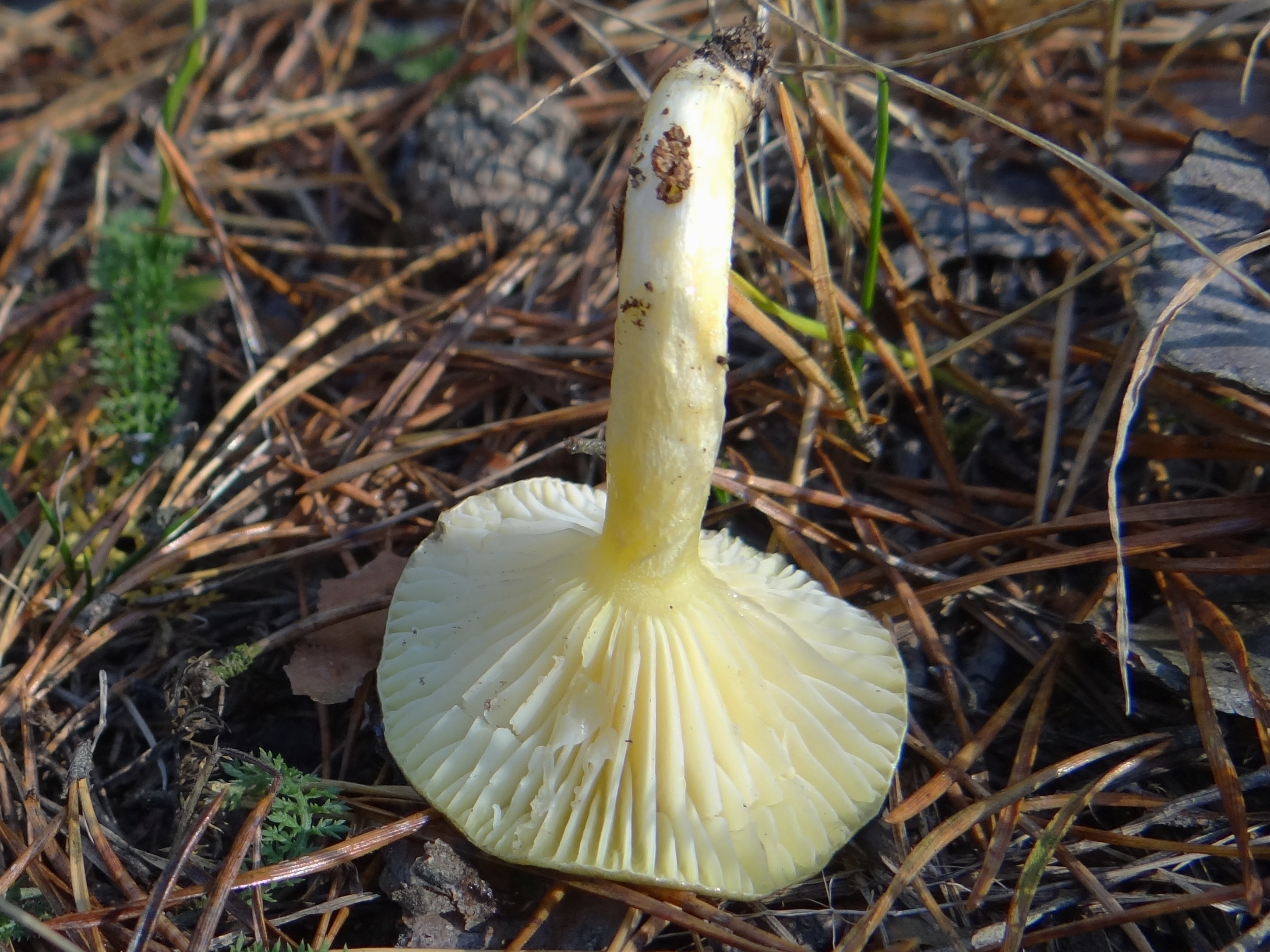
T. sejunctum, lamele și picior
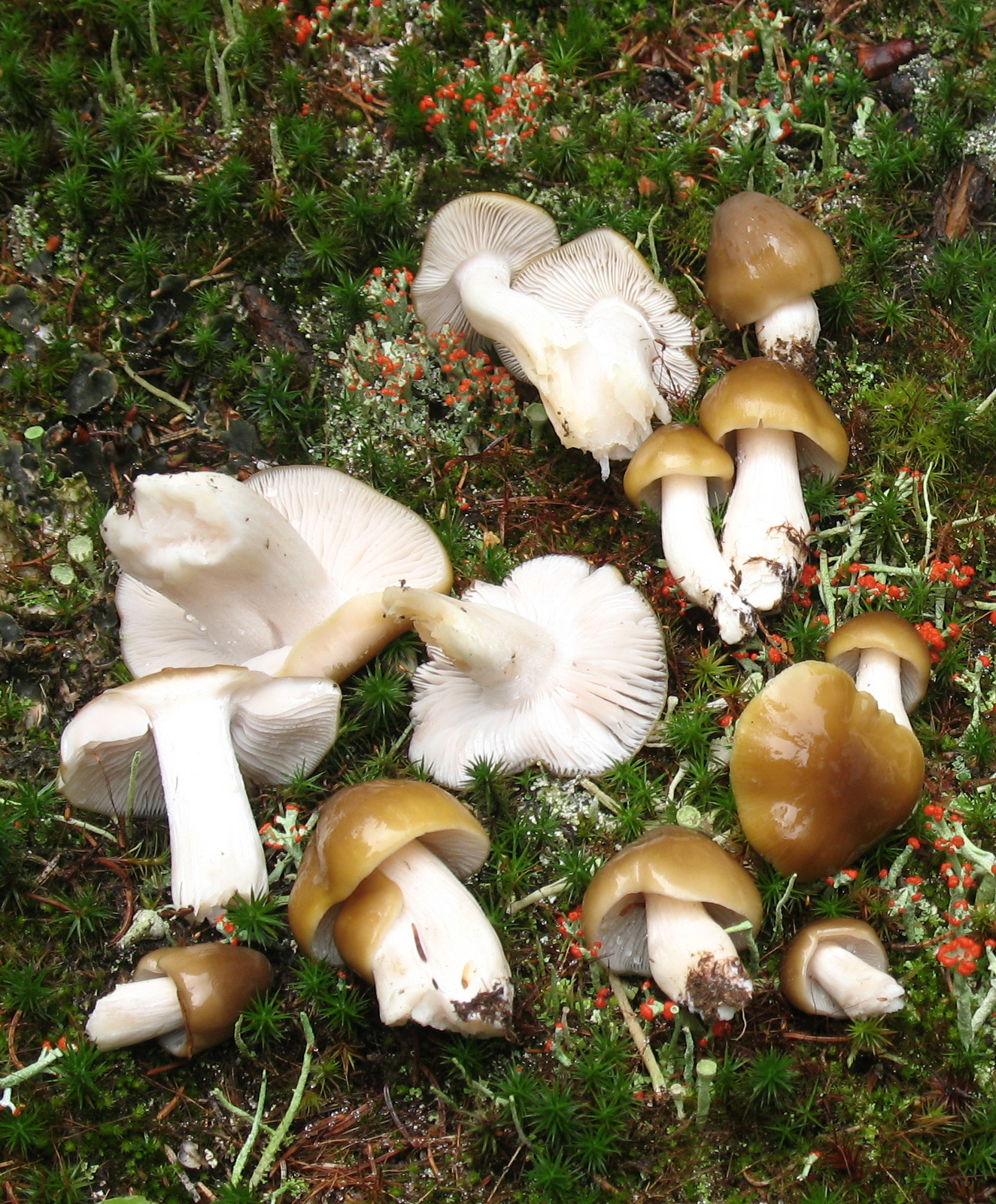
T. sejunctum tinere
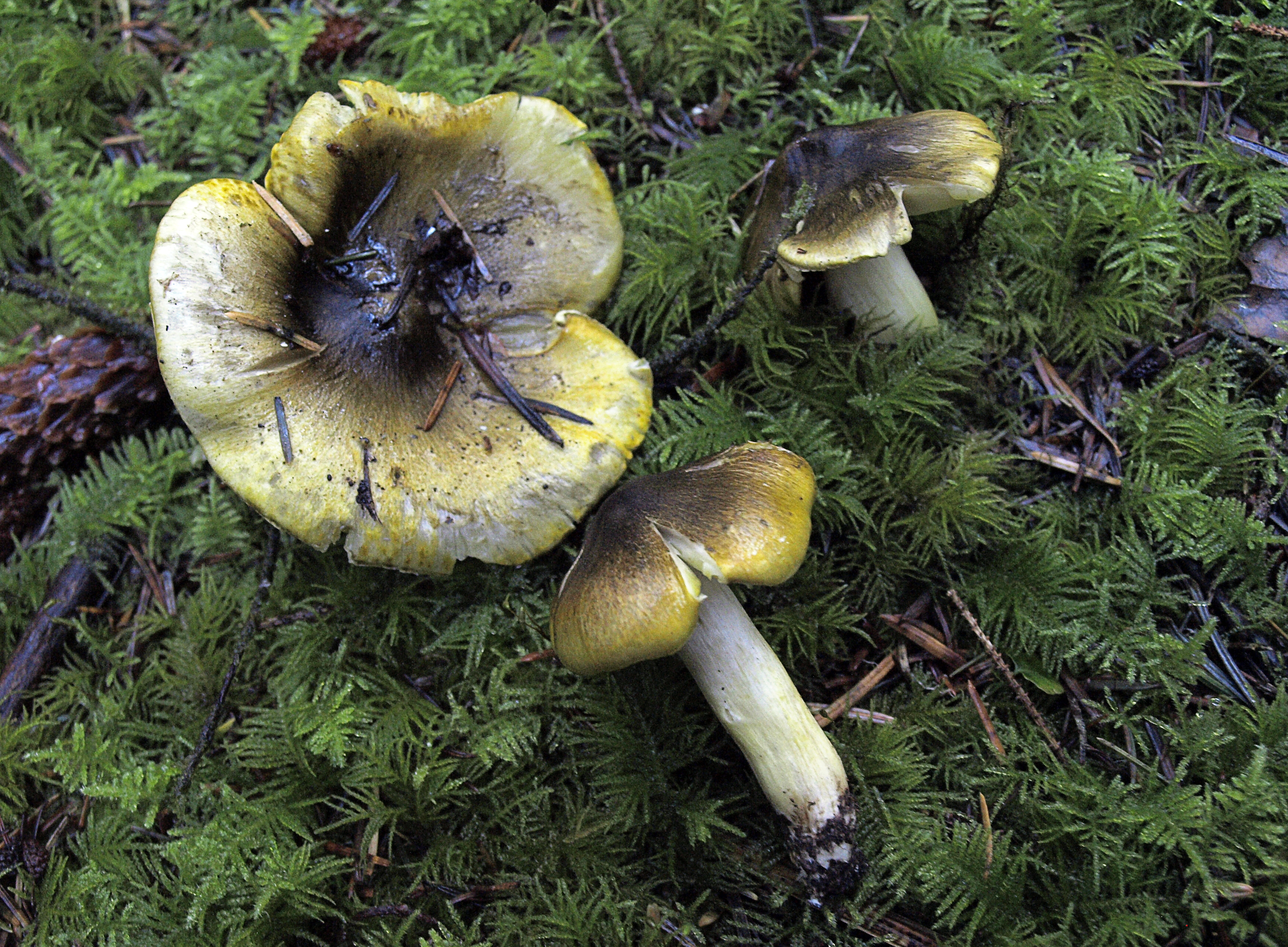
T. sejunctum bătrâne
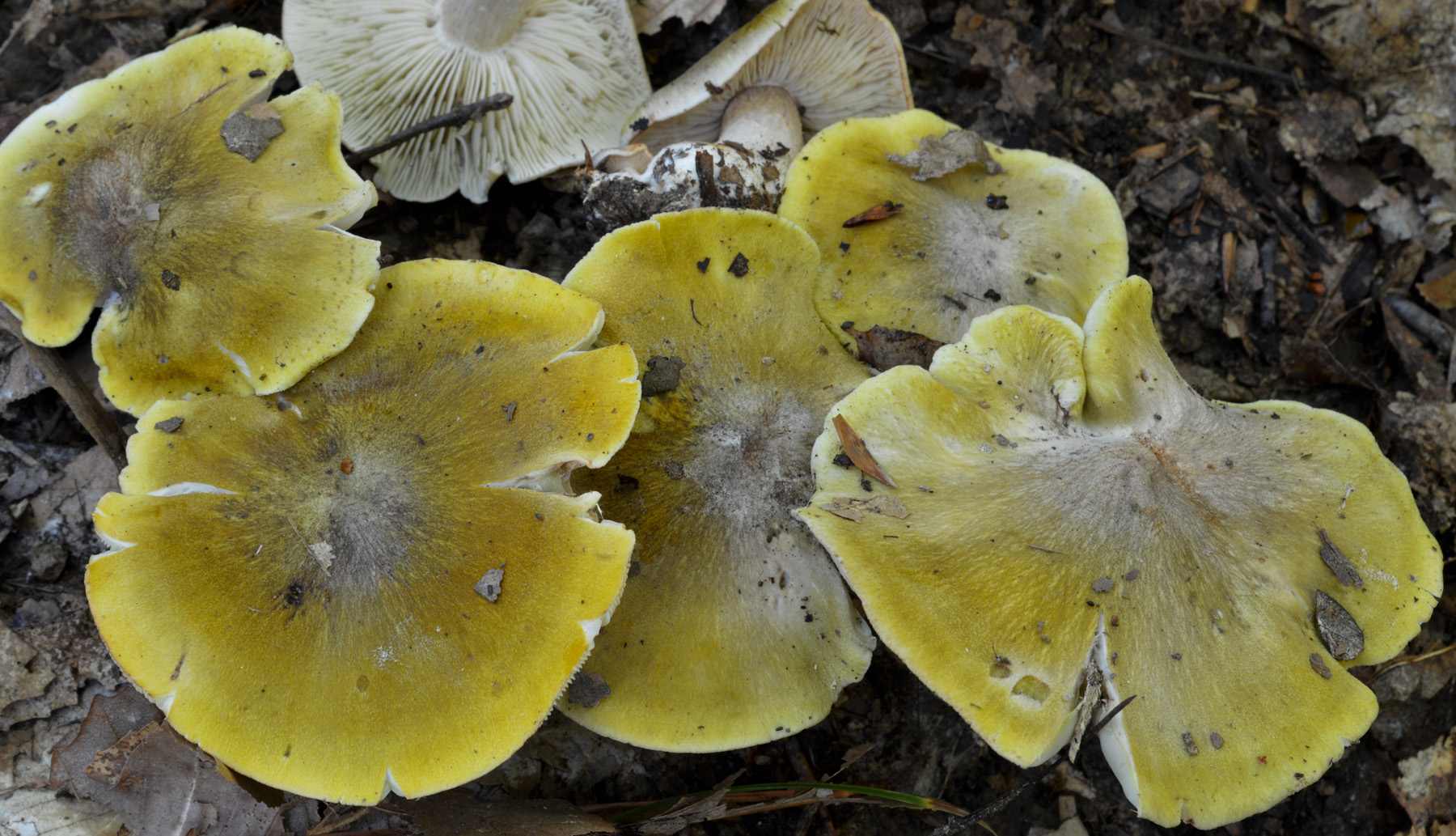
T. sejunctum mai verzuie

## Confuzii
Specia poate fi confundată cu alte specii ale genului ca de exemplu: Tricholoma arvernense (necomestibil, foarte asemănător, aproape similar), Tricholoma equestre (posibil letal), Tricholoma fulvum (necomestibil, carne galbenă, fără miros), Tricholoma imbricatum (comestibil, trăiește în păduri de conifere sub pini), Tricholoma orirubens (comestibil, trăiește numai în păduri de foioase preferat sub fagi și stejari), Tricholoma pessundatum (otrăvitor), Tricholoma populinum (comestibil), Tricholoma psammopus (necomestibil),  Tricholoma saponaceum (necomestibil), Tricholoma stans (necomestibil), Tricholoma sulphureum (otrăvitor, miros puternic de sulf, acid butiric respectiv gaz natural, gust făinos-rânced și foarte amar), Tricholoma ustale (slab otrăvitor), Tricholoma viridifucatum (necomestibil) sau Tricholoma viridilutescens (necomestibil, foarte asemănător cu specia descrisă). De sus amintește ceva de letala Amanita phalloides care însă are un inel bine vizibil precum un bulb cu volvă.

## Specii asemănătoare în imagini

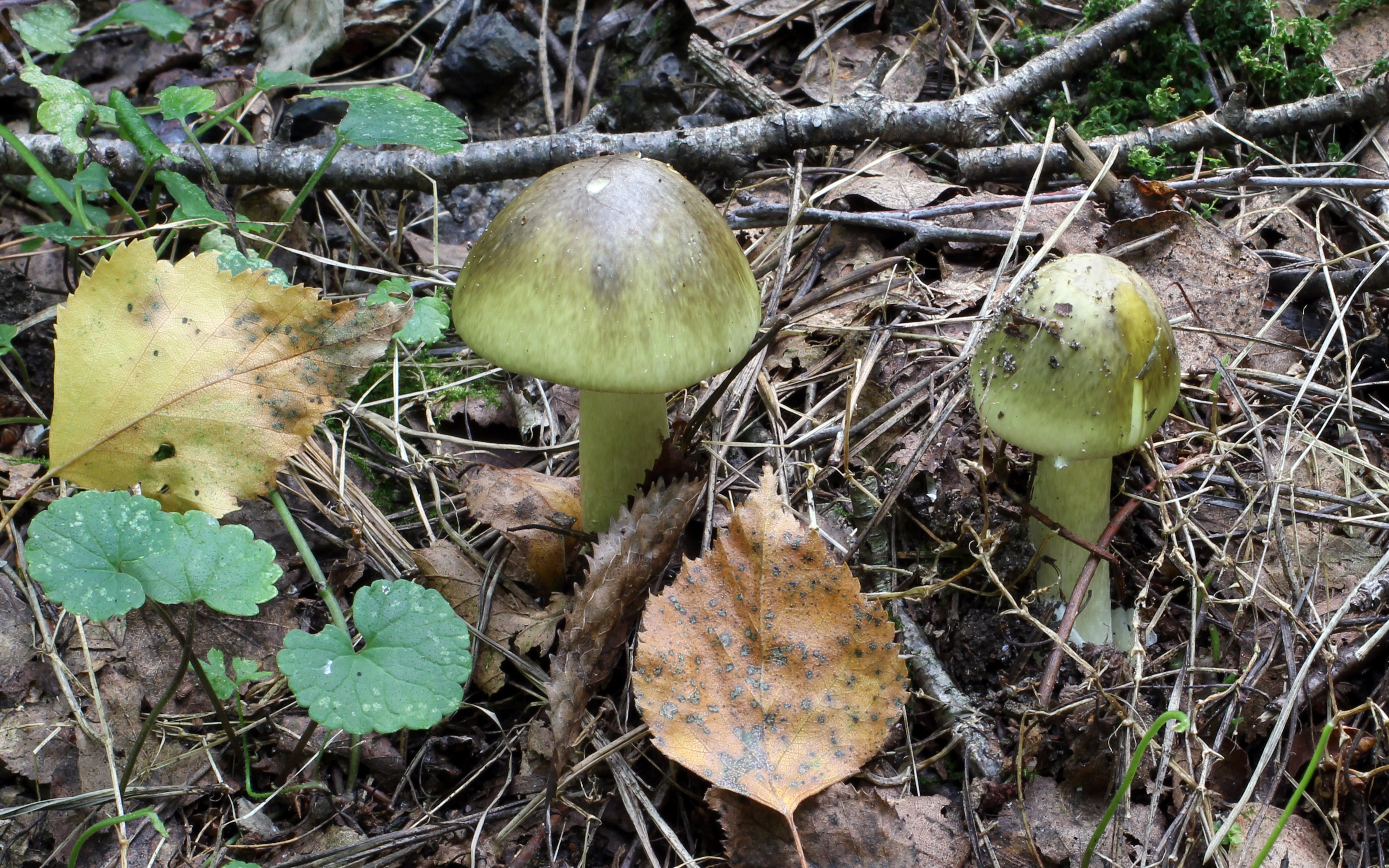
!!!Amanita phalloides!!!
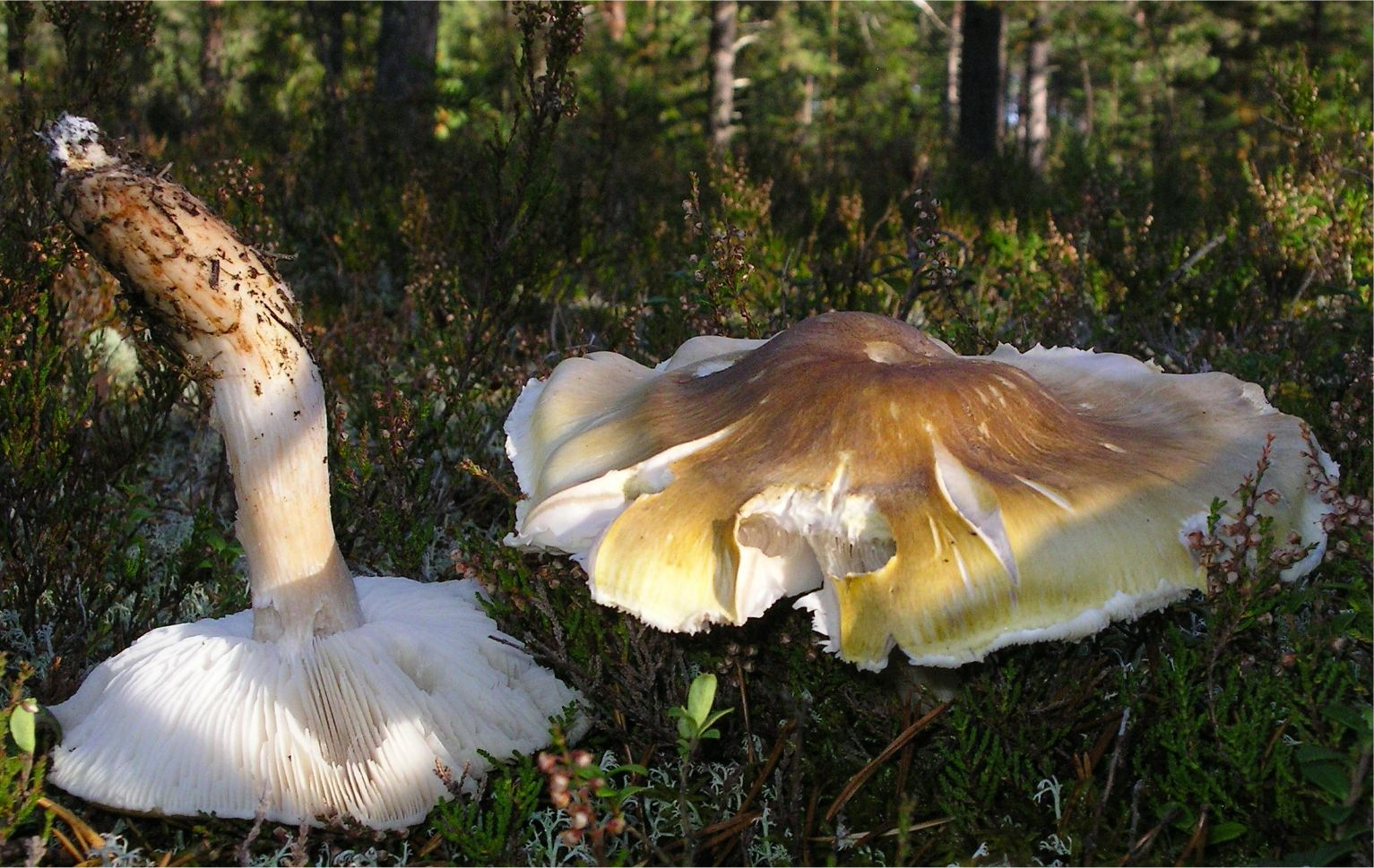
!Tricholoma arvernense!
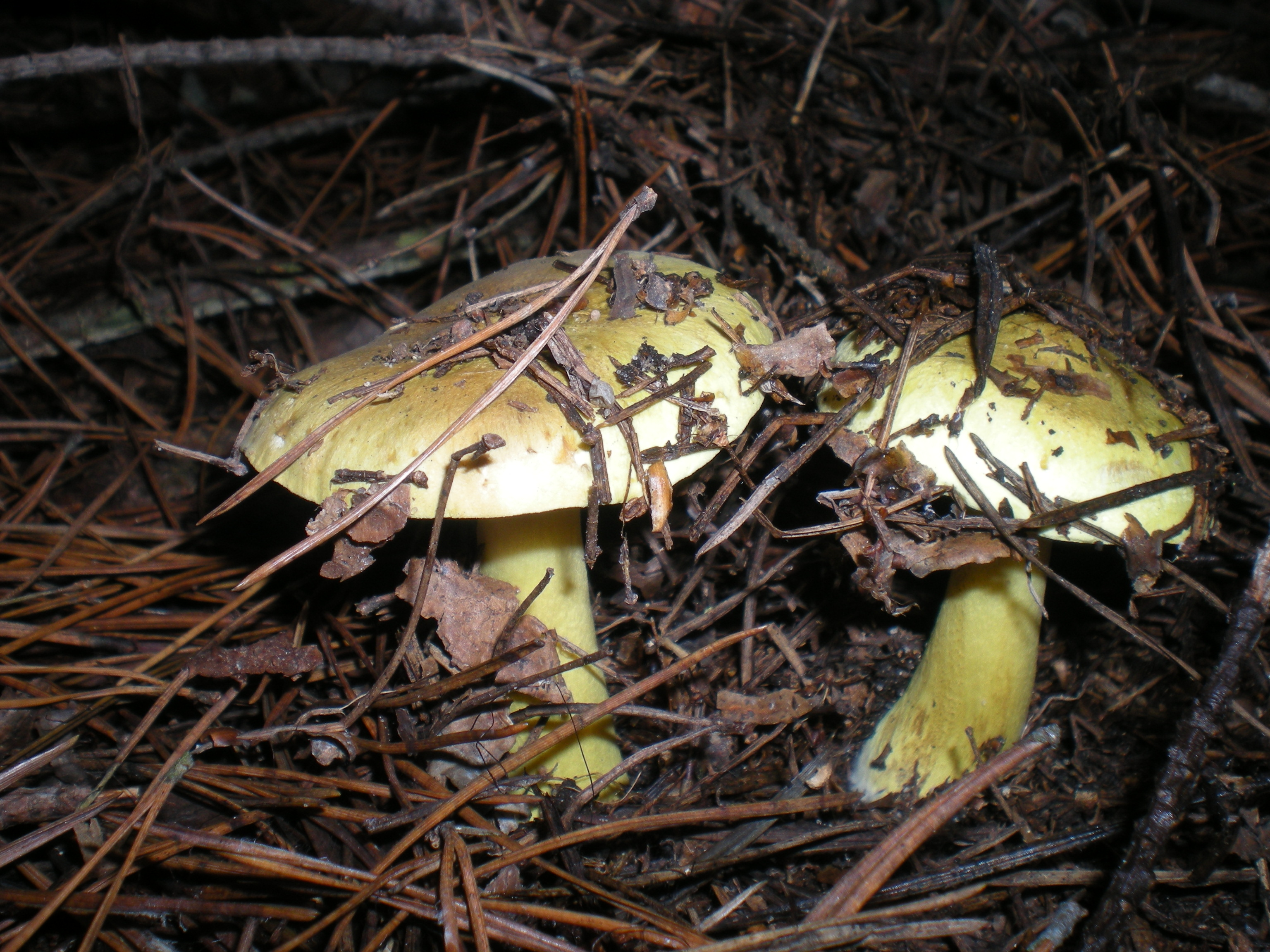
!!!Tricholoma equestre!!!
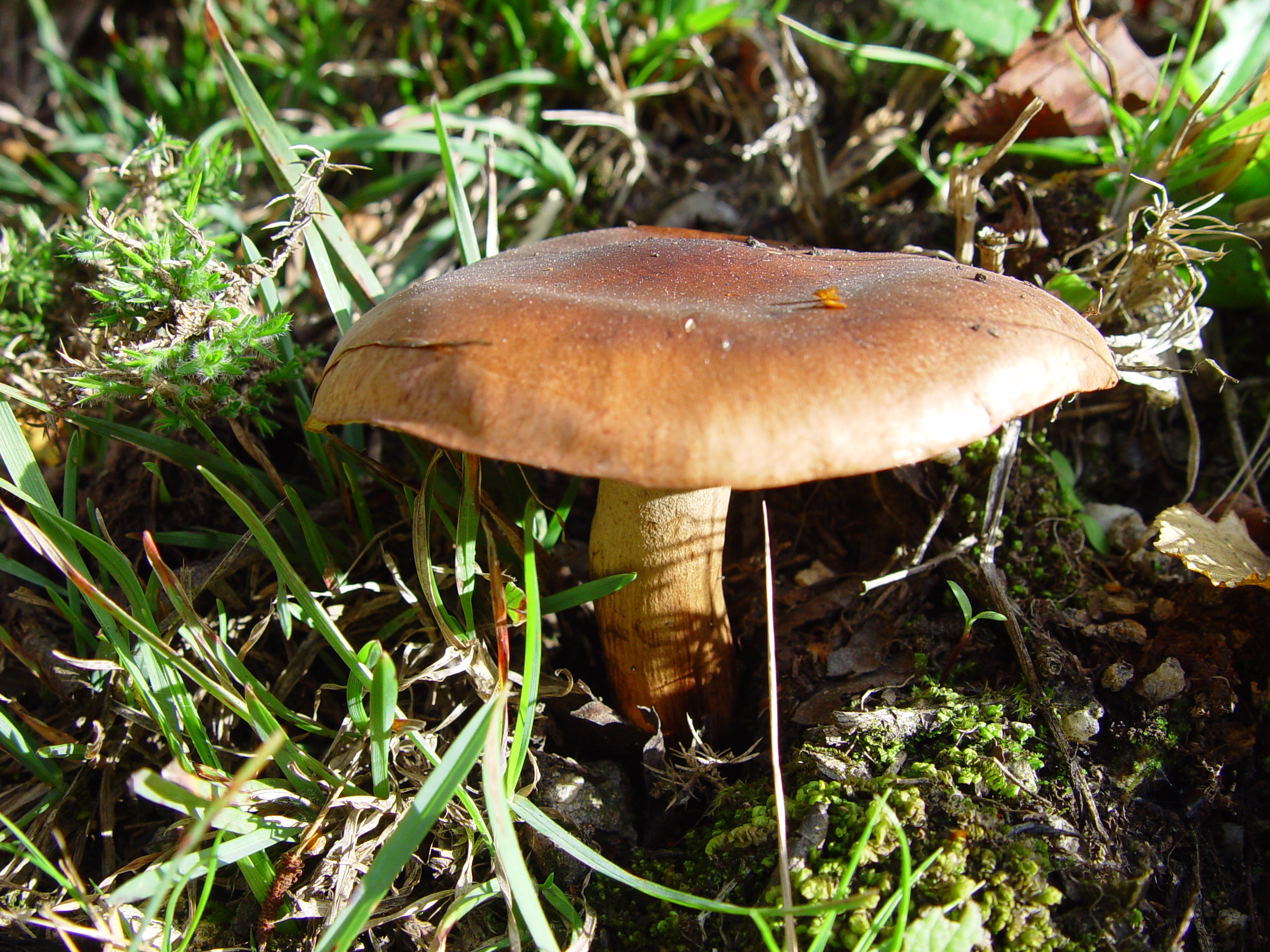
!Tricholoma fulvum!
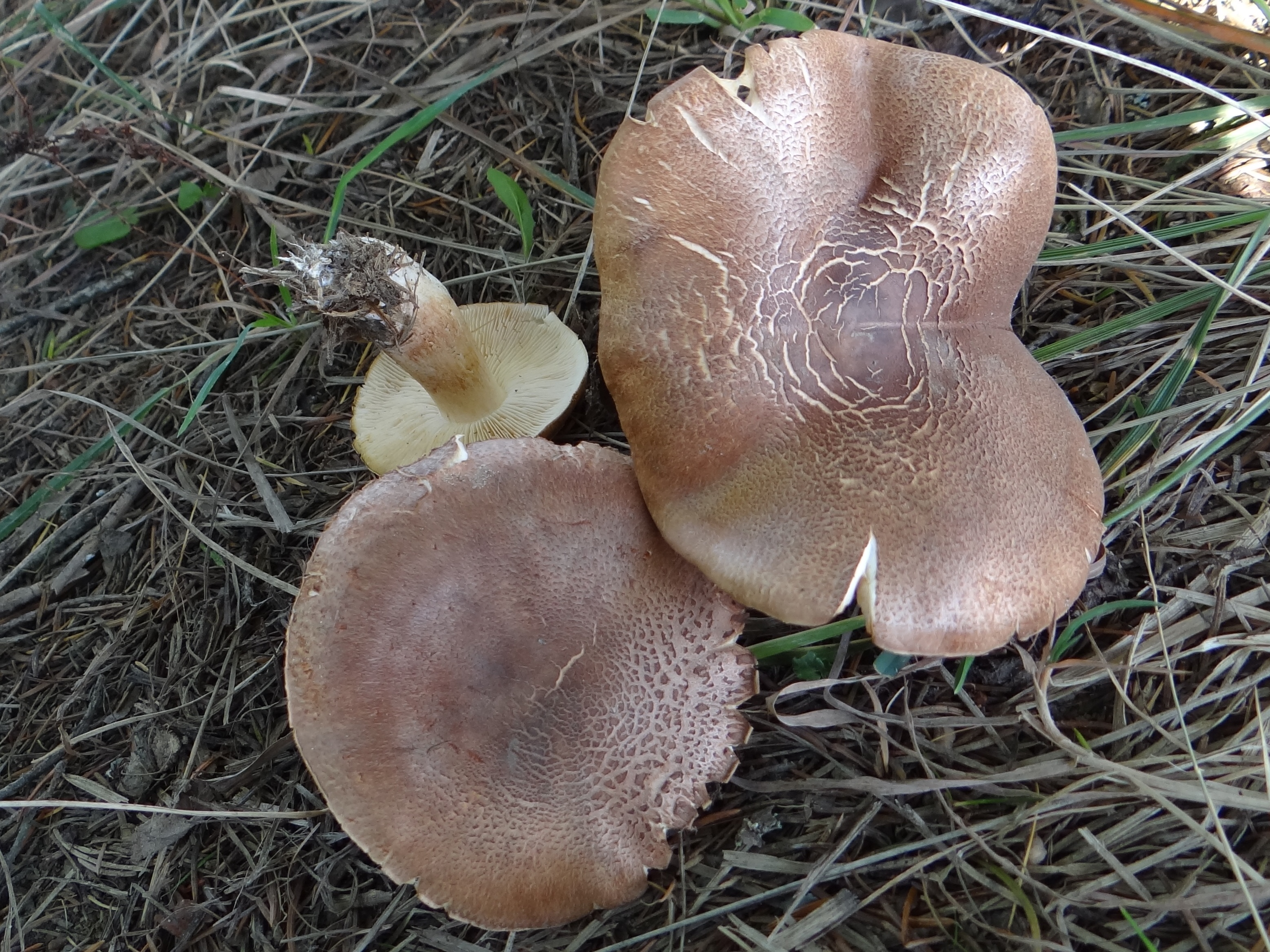
Tricholoma imbricatum

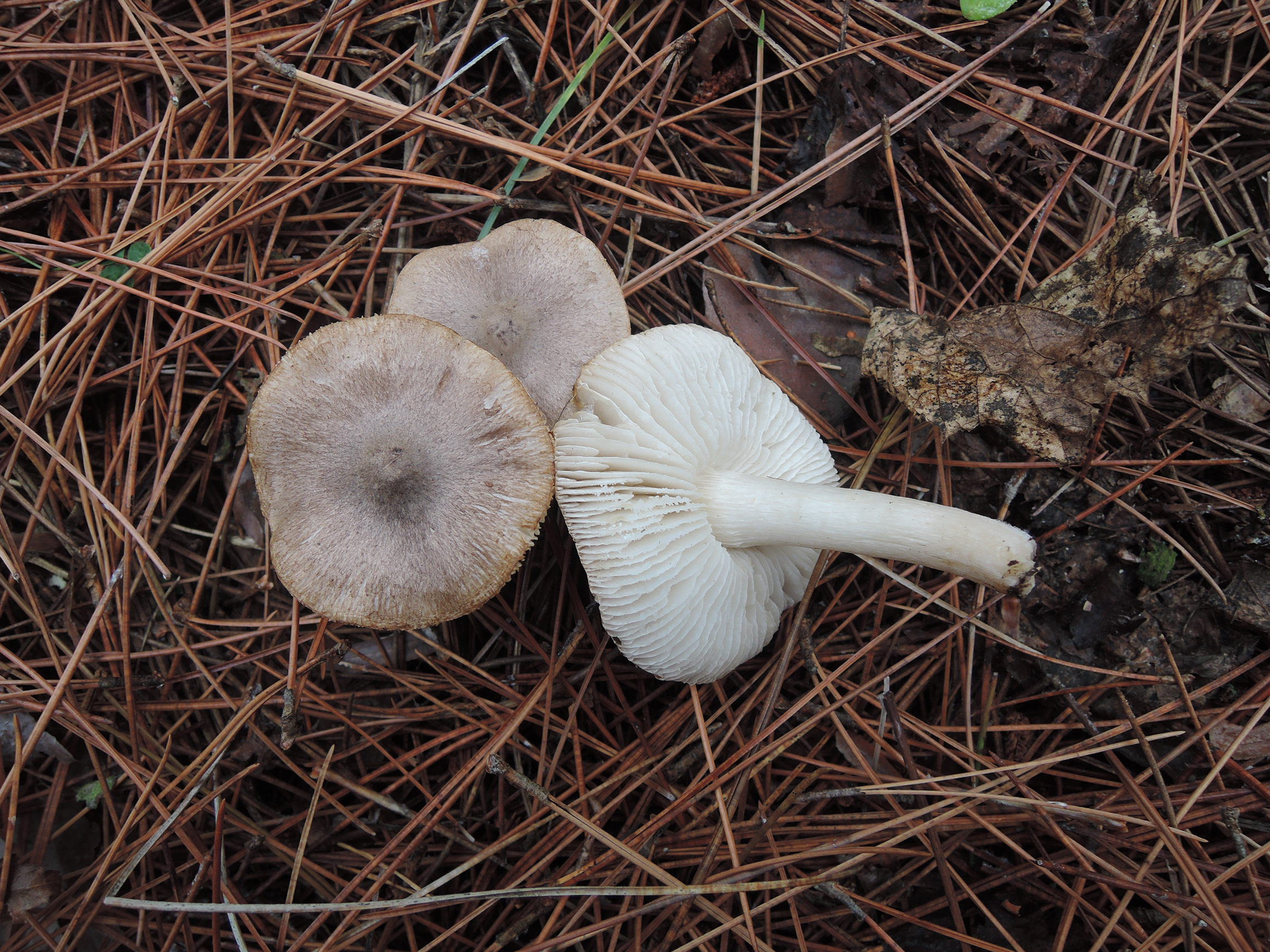
Tricholoma orirubens
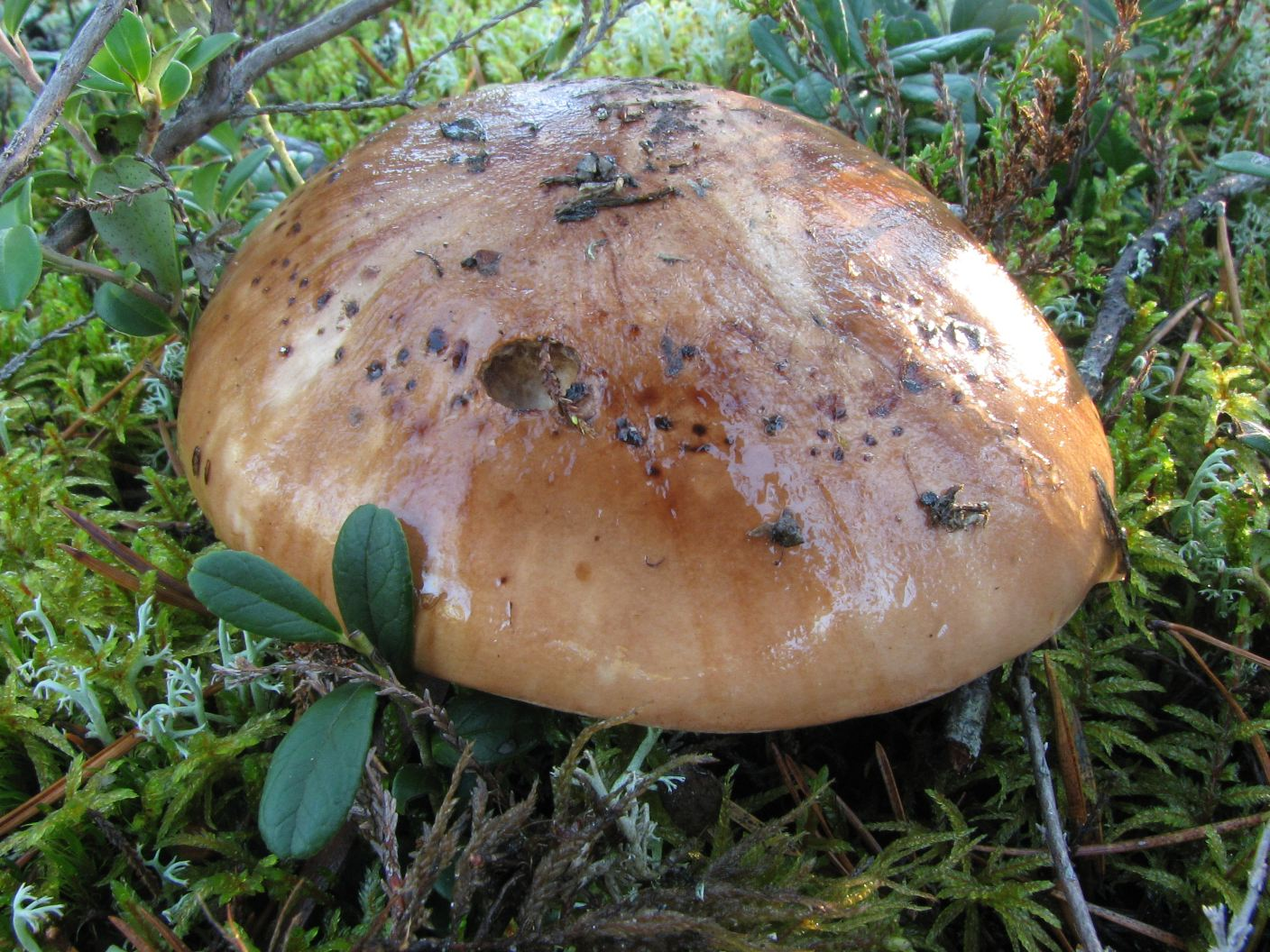
!!Tricholoma pessundatum!!
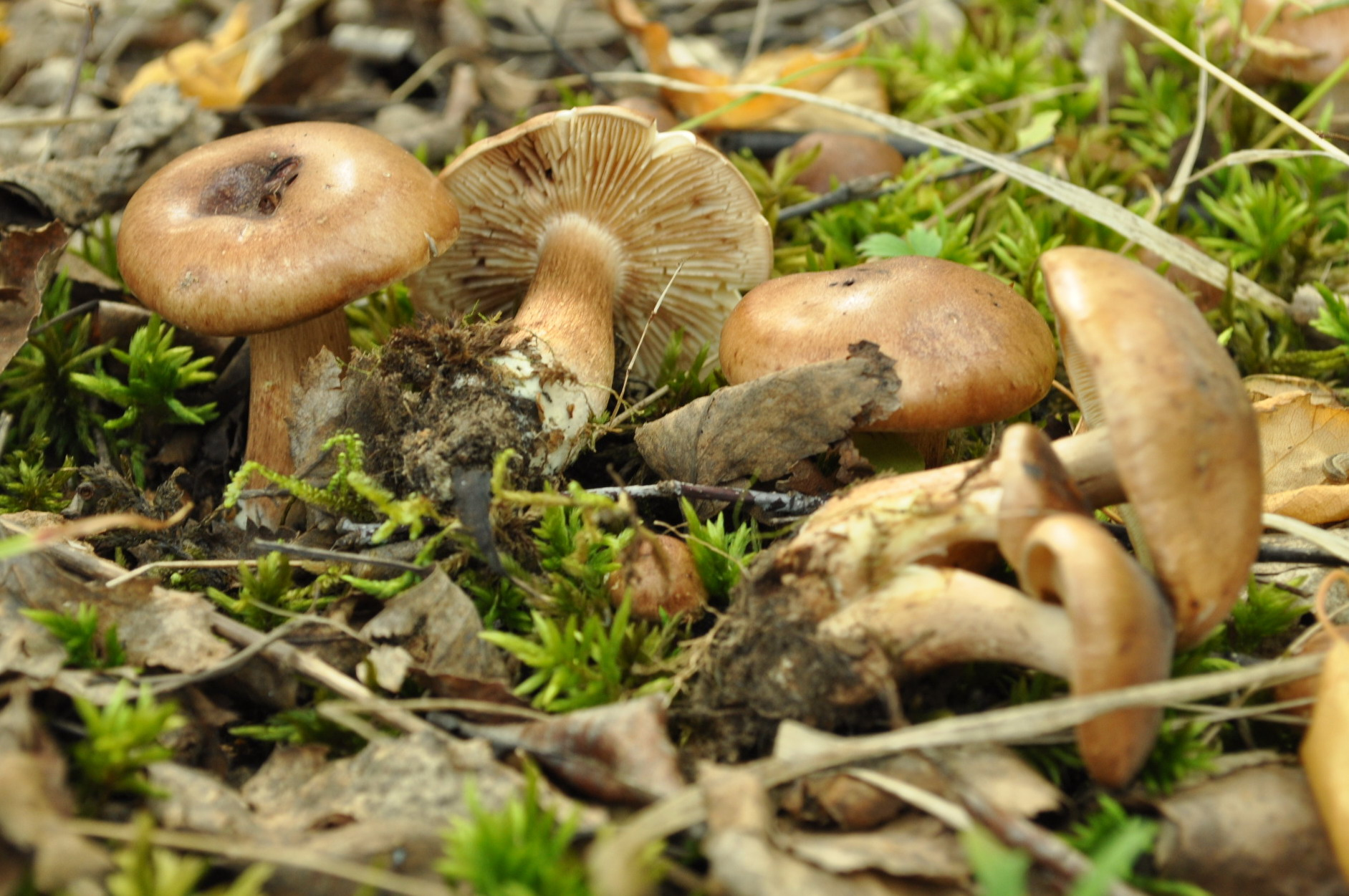
Tricholoma populinum
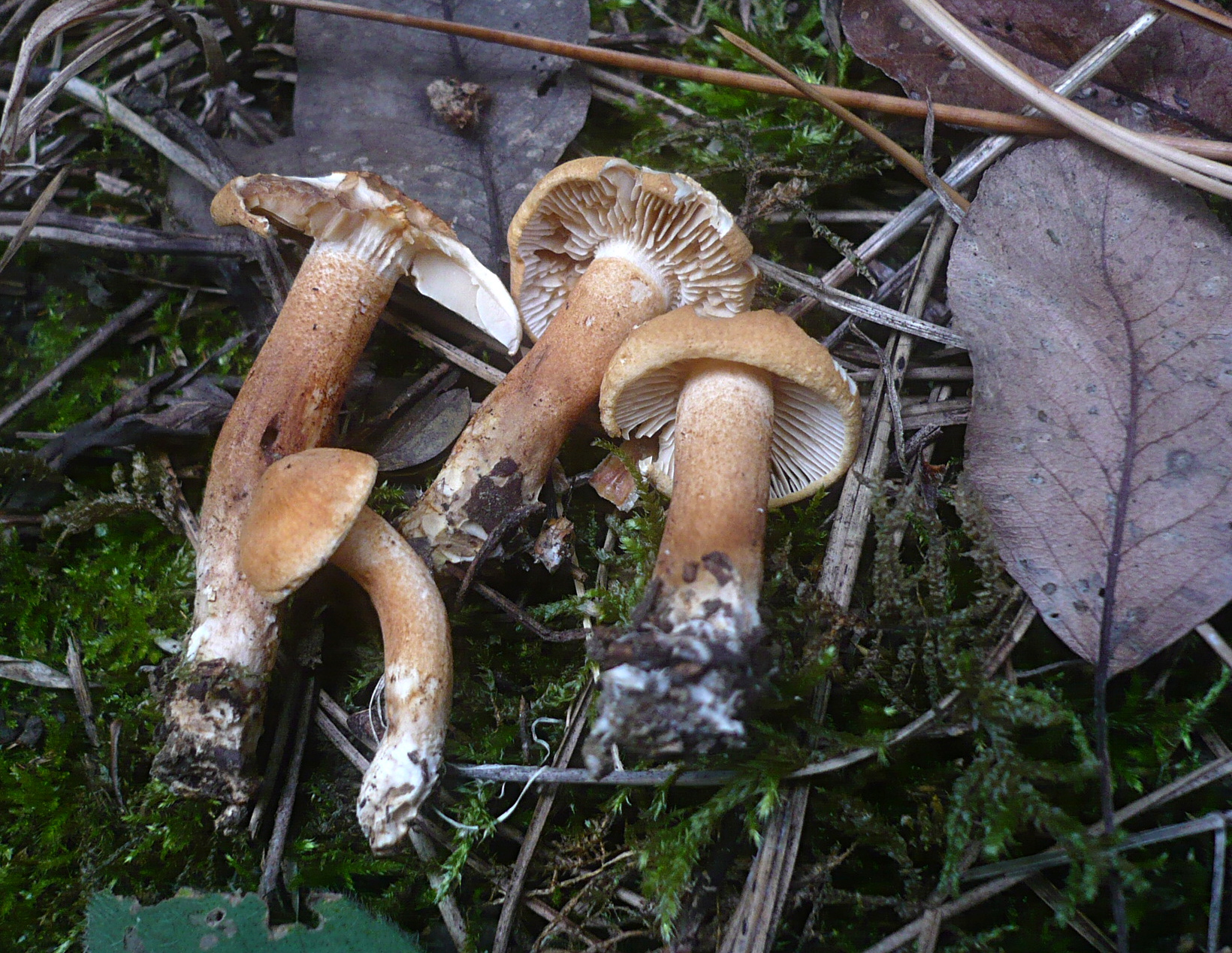
!Tricholoma psammopus!
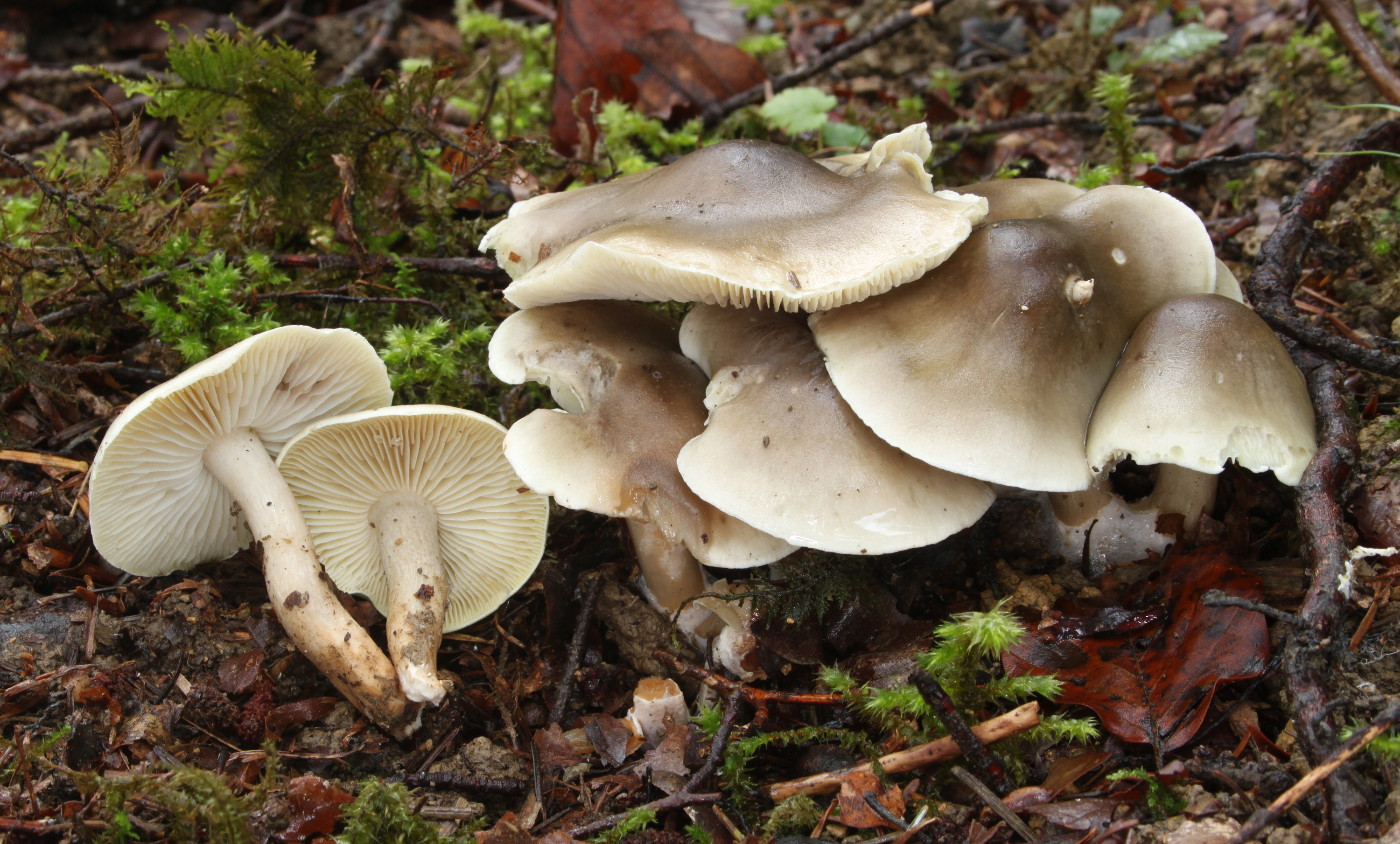
!Tricholoma saponaceum!

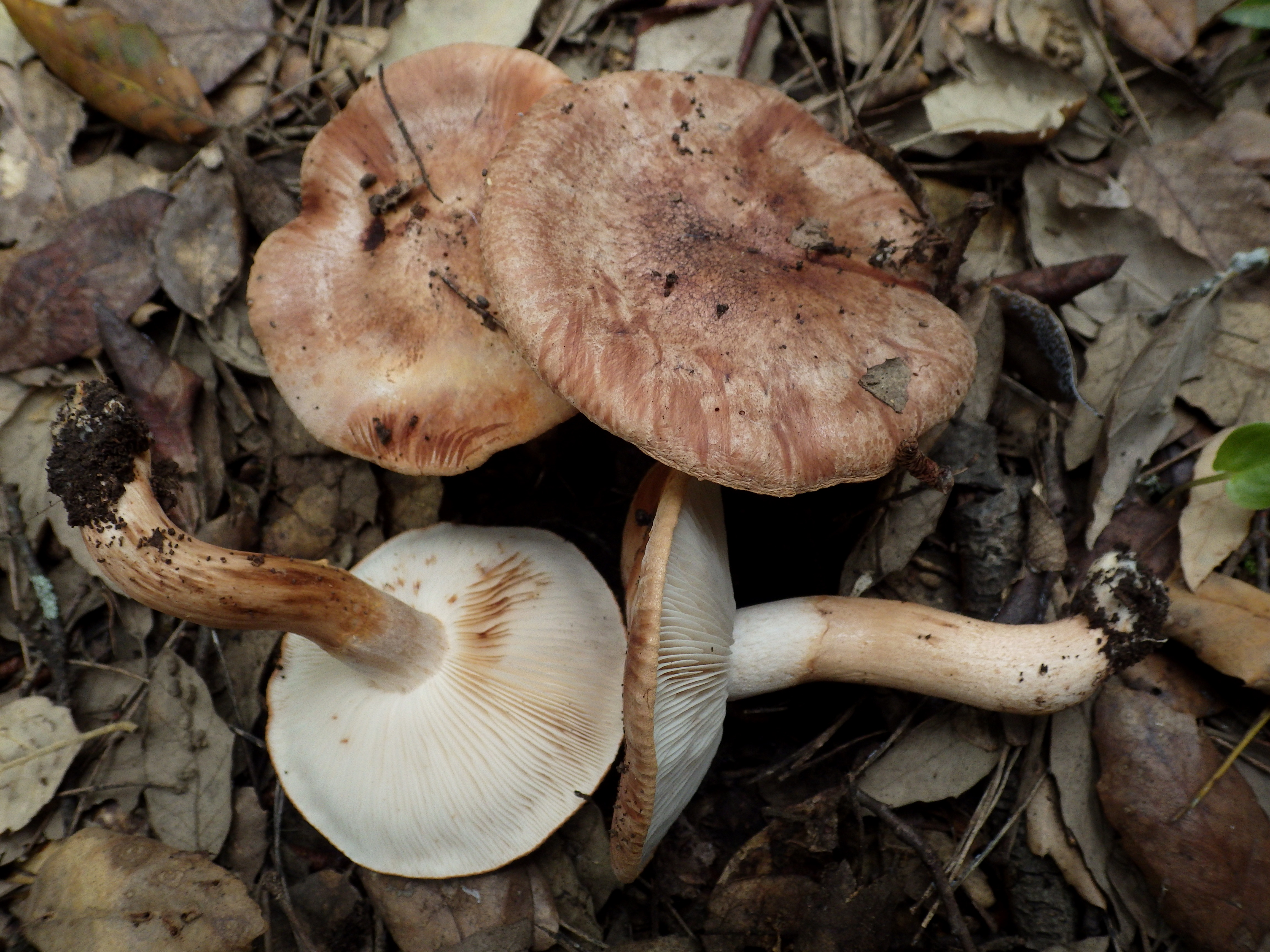
!Tricholoma stans!
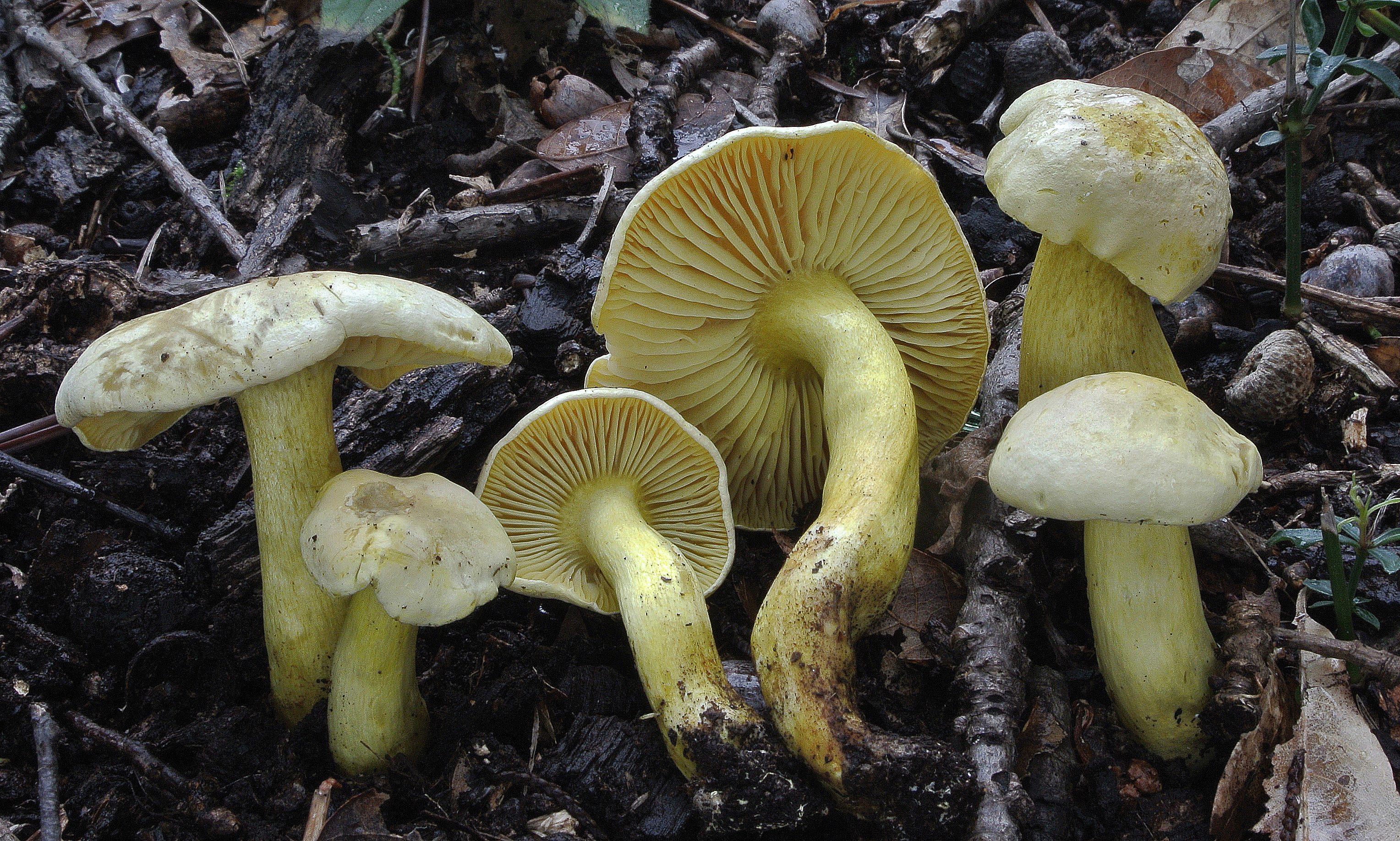
!!Tricholoma sulphureum!!
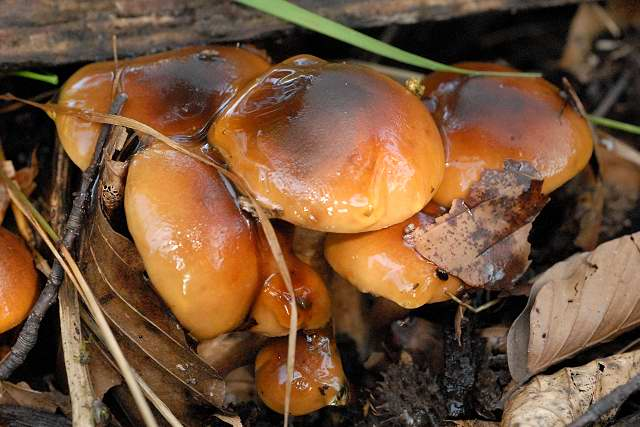
!!Tricholoma.ustale!!
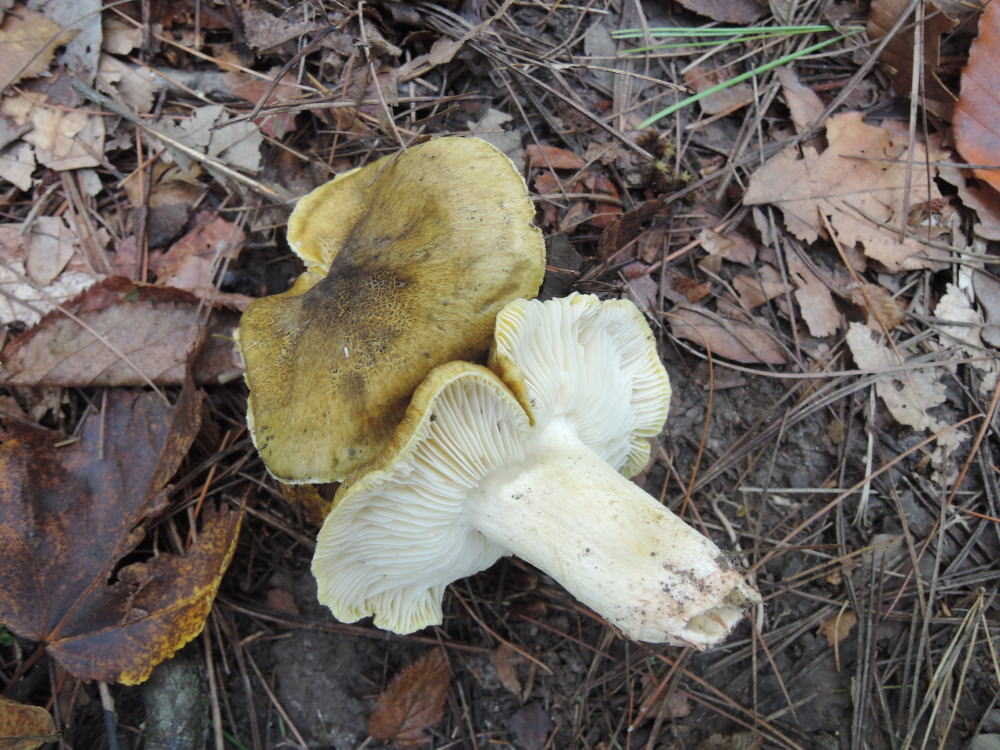
!Tricholoma viridifucatum!
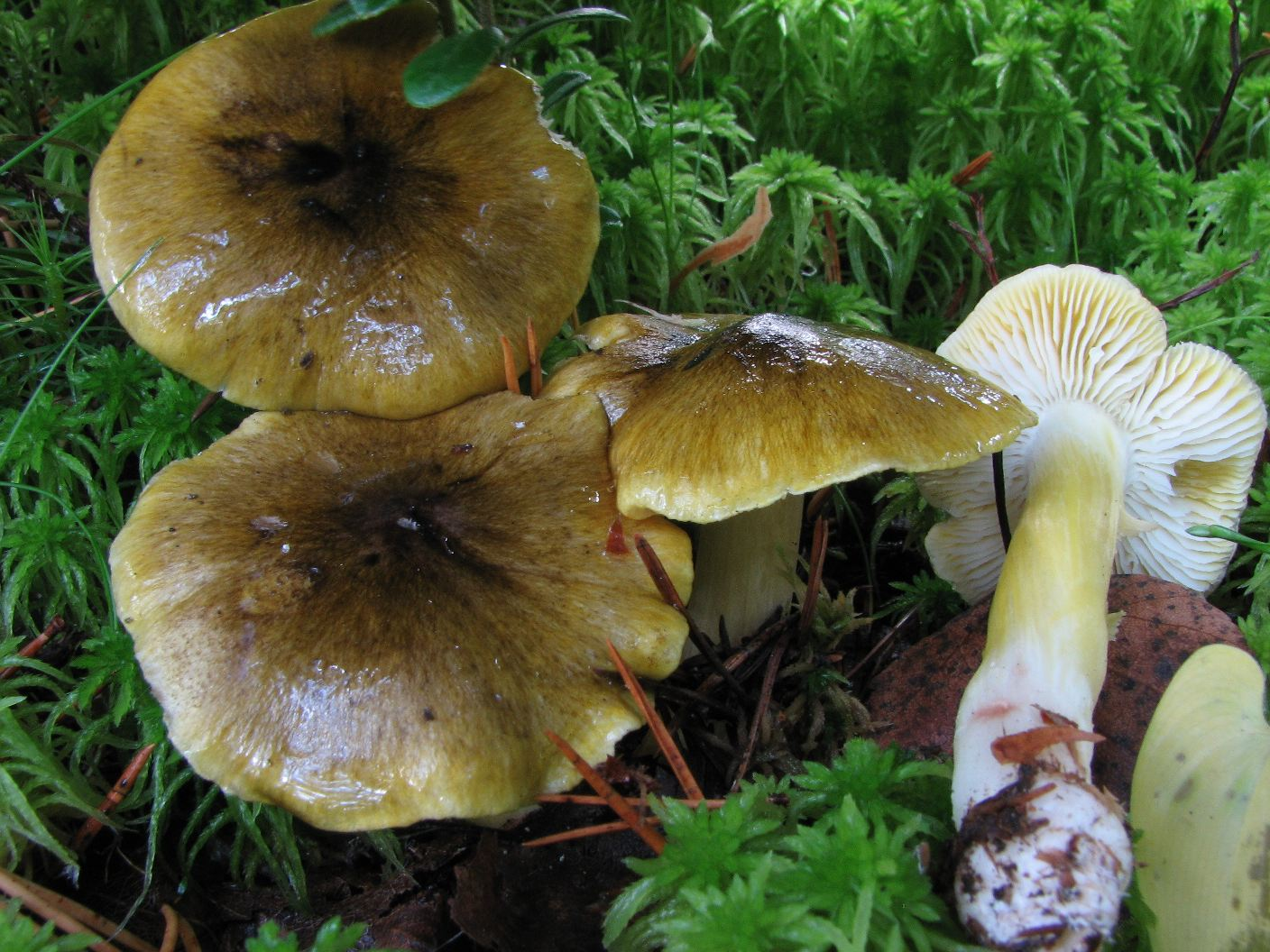
!Tricholoma viridilutescens!

## Valorificare

### Comestibilitate
Deși uneori destul de amară, ciuperca se pară consumată din când în când. Nu este toxică, dar strică gustul unei mâncări.

### Efecte medicinale
Polizaharidele extrase din cultura miceliară a Tricholoma sejunctum și administrate intraperitoneal la șoareci albi, la o doză de 300mg/kg, au inhibat creșterea cu 90% a cancerelor solide Sarcoma 180 (S180 este o linie de celule canceroase Sarcoma a șoarecilor) respectiv de tipul Ehrlich (un model experimental de tumoare a șoarecilor care nu metastazează), de verificat în: S. Ohtsuka și colaboratori: Polysaccharides having an anticarcinogenic effect and a method of producing them from species of Basidiomycetes (Patentul UK nr. 1331513, 26 septembrie 1973).